# توم ديوار
توم ديوار هو لاعب هوكي جليد كندي، ولد في 10 يونيو 1913 في Frobisher, Saskatchewan ‏ في كندا، وتوفي في 23 يوليو 1982.

## وصلات خارجية
- توم ديوار على موقع دوري الهوكي الوطني (الإنجليزية)
- توم ديوار على موقع EliteProspects.com (الإنجليزية)
- توم ديوار على موقع HockeyDB.com (الإنجليزية)
- توم ديوار على موقع Hockey-Reference.com (الإنجليزية)